# ヘイリヘルレー級モニター
| ヘイリヘルレー級モニター艦                           | ヘイリヘルレー級モニター艦 |
| ---------------------------------------------------- | --- |
| 写真は竣工当時のヘイリヘルレー級「サー・トーマス」。 | |
| 艦級概観                                             | |
| 艦種                                                 | モニター艦 |
| 艦名                                                 | 人名 |
| 前級                                                 | スコーピオン級 |
| 次級                                                 | Bloedhond級 |
| 性能諸元                                             | |
| 排水量                                               | 常備：1,520トン -トン（満載） |
| 全長                                                 | 57.0m -m（水線長） |
| 全幅                                                 | 13.46m |
| 吃水                                                 | 3.05m |
| 機関                                                 | 型式不明石炭専焼円缶-基 +形式不明レシプロ機関1基1軸推進 |
| 最大出力                                             | 660hp |
| 最大速力                                             | 8.5ノット |
| 航続距離                                             | -ノット/-海里 （石炭：131トン） |
| 乗員                                                 | 117名 |
| 兵装                                                 | 竣工時：アームストロング 22.9cm（14口径）前装式連装砲1基 1888年時：28cm（22口径）単装砲1基 オチキス 3.7cm（23口径）ガトリング機砲2基 オチキス 3.7cm（23口径）速射砲2基 |
| 装甲（鉄製）                                         | 舷側：120mm（水線部） 甲板：-mm（主甲板） 主砲塔：280mm（側盾）、- mm（天蓋） 主砲バーベット部：280mm（最厚部） 司令塔：-mm（最厚部）                                  |

ヘイリヘルレー級モニター (HNLMS Heiligerlee-klassen monitors) は、オランダ海軍のモニター艦の艦級である。

## 概要
本級はオランダ海軍が沿岸防御を行うために建造したモニター艦のクラスである。本級の特徴として最低限の航行能力を持った平甲板型の幅広い船体による安定性に重点を置いた設計を採っていた。船体が小型のために前弩級戦艦よりも吃水を浅く設計でき、本級は大型艦よりも座礁の危険性を少なくでき、より沿岸部に接近して行動することが可能となった。

## 艦形

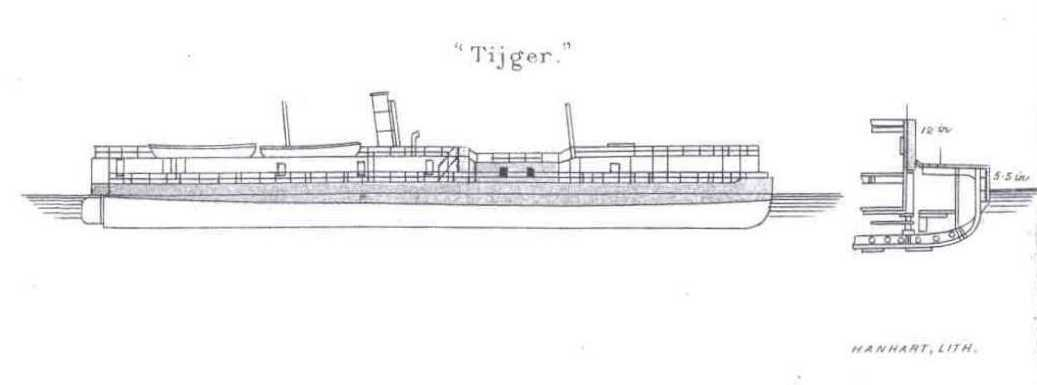
本級の武装・装甲配置を示した図。

本級の基本構造は乾舷が低い平甲板型船体の中央部に1基の主砲塔を配置、その前後の中心線上に上部構造物を設けていた。上部構造物は凌波性を上げるために艦首甲板よりも高くされ、貴重な居住区でもあった。その形状は横幅が顕著に狭くされ主砲塔の射界を狭めない工夫であった。本艦のマストは上部構造物の上に前後1本ずつ計2本で、主砲塔の後方に1本煙突が立つ。

## 同型艦
- ヘイリヘルレー（HNLMS Heiligerlee）

- クロコディル（HNLMS Krokoldil）

- タイガー（HNLMS Tijger）

## 参考図書
- 「Conway All The World's Fightingships 1906–1921」（Conway）